# Rosetta Tharpe

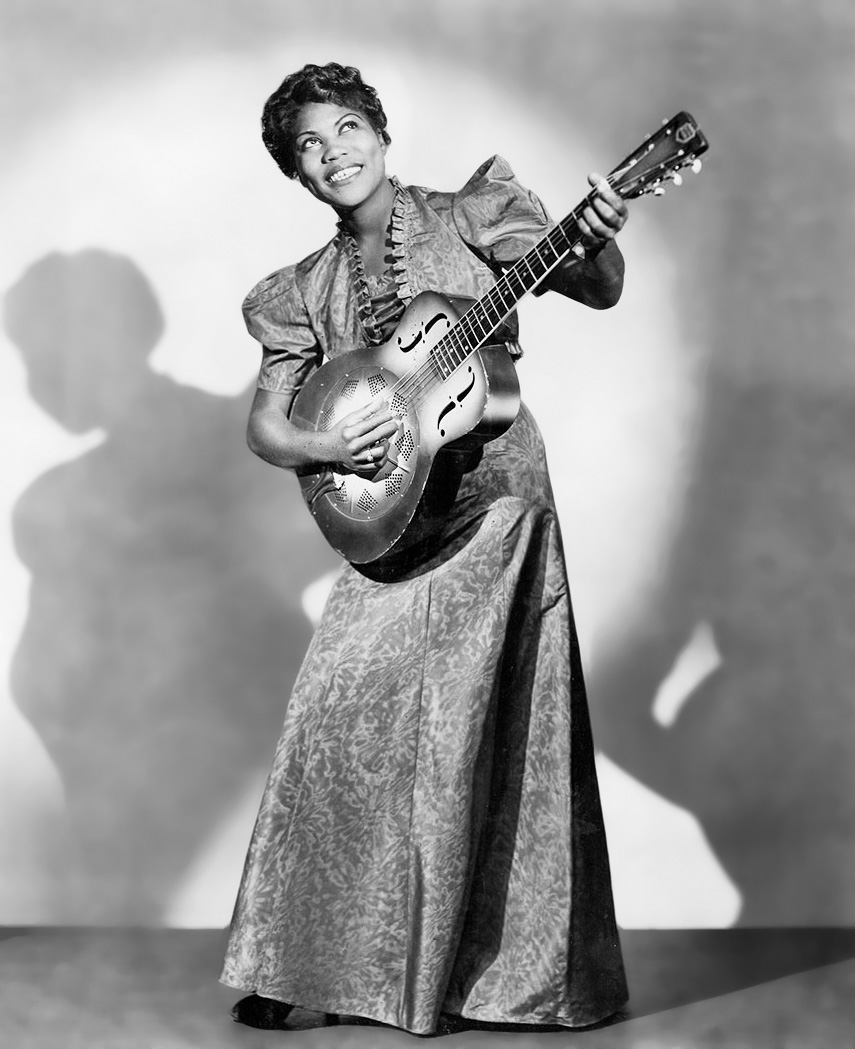

Sister Rosetta Tharpe (* 20. März 1915 als Rosetta Nubin in Cotton Plant, Woodruff County (Arkansas); † 9. Oktober 1973 in Philadelphia) war eine US-amerikanische Gospel-, Jazz- und Blues-Sängerin und Gitarristin.

## Leben und Wirken
Rosetta Tharpe wurde am 20. März 1915 in Cotton Plant (Woodruff County) als Tochter von Katie Bell Nubin Atkins – einer Evangelistin, Sängerin und Mandolinenspielerin der Church of God in Christ (COGIC) – und Willis Atkins, eines pfingstlerischen Pastors, geboren.
Sie war erst sechs Jahre alt, als sie mit ihrer Mutter nach Chicago zog, um dort zu singen. Sonntags war sie in Kirchen zu hören; nebenbei lernte sie Gitarre spielen. Bald wurde sie „Little Sister“ genannt. Ihr Gitarrenstil wurde vom Mandolinenspiel ihrer Mutter und von der Pianistin Arizona Dranes beeinflusst. 1931 zog die Familie nach Harlem, New York.
19-Jährig heiratete sie 1934 in Chicago, von der Mutter arrangiert, den Prediger der Church of God in Christ, Reverend Thomas A. Thorpe, von dem sie sich 1938 wieder trennte und daraufhin mit ihrer Mutter zurück nach New York zog. Sie nutzte ihren Ehenamen in leicht veränderter Form aber weiterhin als Künstlernamen.
Am 31. Oktober 1938 unterzeichnete sie einen Vertrag mit Decca Records, die im folgenden Jahr unter dem Titel The Lonesome Road ein aus fünf Schellackplatten bestehendes Album mit ihr herausbrachten. Mit Unterstützung des Jazzorchesters von Lucky Millinder nahm Tharpe „That's All“, „My Man and I“, „The Lonesome Road“ und „Rock Me“ auf, die ersten Gospelsongs, die jemals von Decca Records aufgenommen wurden. Im selben Jahr wurde sie für Cab Calloways berühmte Cotton-Club-Revue in Harlem engagiert, mit dem sie auch Aufnahmen machte. Sie trat in Nachtclubs auf, entschied sich aber für den Gospel-Markt, tourte mit The Detroiters und nahm Duette mit Marie Knight wie auch mit ihrer Mutter, Katie Bell Nubin, auf. Mit Marie Knight verband sie eine enge Freundschaft, ob es eine sexuelle Beziehung war, ist strittig.
1938 trat sie am 23. Dezember in John Hammonds berühmtem Konzert From Spirituals to Swing in der Carnegie Hall auf. Ihre Popularität war so groß, dass sie als einer von nur zwei Gospelacts während des Zweiten Weltkriegs V-Discs für die amerikanischen Überseetruppen aufnahm.
1943 heiratet sie in zweiter Ehe den Promoter Foch P. Allen.
1944 legte sie sich den Namen „Sister Rosetta Tharpe“ zu und wurde fortan zu einer der herausragendsten Stimmen der Gospel-Musik. Die 1944 veröffentlichte Platte „Strange Things Happen Everyday“ aus dieser Zeit gilt als die erste echte Rock-’n’-Roll-Platte aller Zeiten. „Strange Things“ wurde der erste Gospelsong, der es in die Top 10 der Billboard der „Harlem Hit Parade“ schaffte (die als „Race Records“ bis in die späten 1950er Jahre existierte, bis sie schließlich zu R&B wurde).
1947 lässt sie sich in Nevada von Allen scheiden.
1950 trat sie das erste Mal landesweit in einer Fernsehshow, der Perry Como Supper Show, auf.
Zu ihrer Hochzeit mit ihrem dritten Ehemann und späteren Manager Russell Morrison am 13. Juli 1951, im Griffith Baseball Stadium in Washington, wurden über 26.000 Eintrittskarten verkauft. Ein Jahr vor der Hochzeit wurde das Stadion durch ihr Management gebucht, obwohl Tharpe zu diesem Zeitpunkt noch keinen potentiellen Bräutigam hatte. Die Zeremonie erschien im selben Jahr bei Decca auf vier Schellack-Platten.
Mitte der 1950er-Jahre ließ ihr Erfolg in den USA deutlich nach, doch sie hörte nicht auf, Platten aufzunehmen oder Konzerte zu geben. 1957 nahm sie ihr letztes Lied für Decca auf.
Im November 1957 ging sie als America's Sensational Gospel Singing Favourite mit Chris Barber auf eine dreiwöchige Tour nach Großbritannien. Hier wurde sie für ihre Auftritte gefeiert, sowie – wegen ihres religiösen Hintergrunds und ihres Stils mit ‚superbem‘ Gitarrenspiel – „Holy Roller“ genannt. 1958 trat sie in Stuttgart auf, wo sie von dem Pianisten Horst Jankowski und seiner Band begleitet wurde.
1960 ließ sie sich in Philadelphia nieder.
Tharpe trat am 7. Mai 1964 neben Muddy Waters, Sonny Terry & Brownie McGhee und anderen bei dem immer wieder „legendär“ genannten Gig Blues and Gospel Train in der seit 1958 aufgelassenen Wilbraham Road Railway Station von Manchester auf, die für die Fernsehaufzeichnung durch Granada Television als Chorltonville im Stile einer Bahnstation in den US-Südstaaten gestaltet worden war. Die Veranstaltung, zu der Musiker wie Eric Clapton, Jeff Beck, Keith Richards und Brian Jones aus London angereist waren, hatte in Tharpes Auftritt einen Höhepunkt. Ihr Beitrag „Didn’t it Rain, children?“ verdeutlicht, weshalb sie inzwischen als Godmother, vielen auch als Mother of Rock ’n’ Roll gilt. Die britische Musikjournalistin Maureen Cleave (1934–2021) notierte bereits 1964, man könne Tharpe, ohne zu übertreiben, die „erste Rock-’n’-Roll-Gitarristin“ nennen, ein Vorschlag, von dem diese amüsiert gewesen sei. Während den gesamten 1960er Jahren tourte sie intensiv durch Europa, ein weiteres Highlight war ihr Konzert 1966 in Limoges, welches 2024 erneut auf Tonträger veröffentlicht wurde.
Nach einem Schlaganfall 1970 musste sie zwar kürzertreten, sie betätigte sich aber weiterhin als Musikerin bis zu ihrem Tod am 9. Oktober 1973 in Philadelphia, wo sie auf dem Northwood Cemetery beigesetzt wurde.
In Tharpes Gospelstil stecken Jazz, Blues und Rock ’n’ Roll. Einzigartig war ihre Selbstbegleitung auf der Gitarre, teilweise im Slide-Guitar-Stil. 2007 wurde Sister Rosetta Tharpe in die Blues Hall of Fame aufgenommen. Tharpes Aufnahme des Songs This Train wurde 2015 in die Grammy Hall of Fame aufgenommen. Im Dezember 2017 wurde Tharpe mit der Aufnahme in die Rock and Roll Hall of Fame in der Kategorie Frühe Einflüsse geehrt.

## Vermächtnis

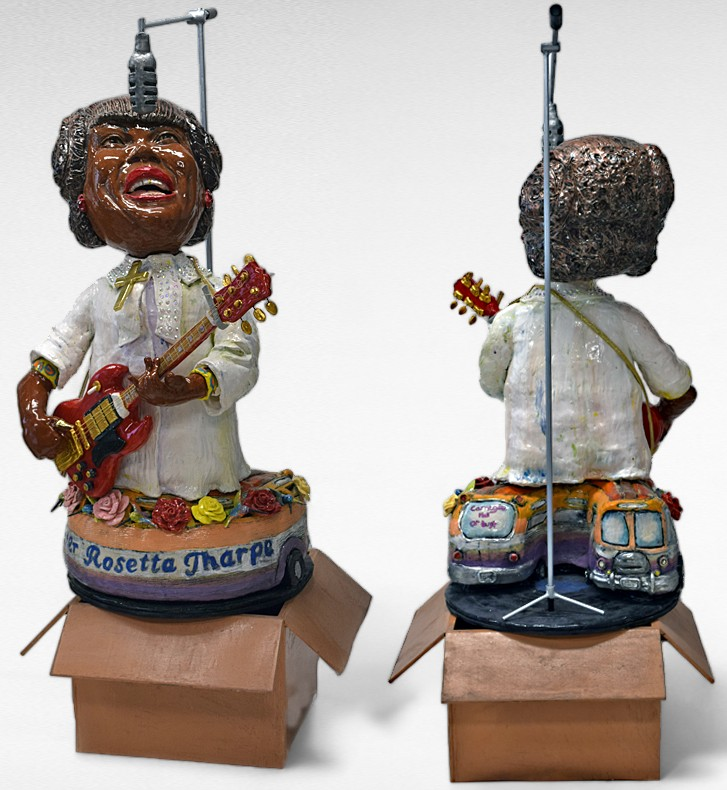
Keramik von Anthony Natsoulas

Rosetta Tharpes Hitsingle This Train verwendete Willie Dixon als Vorlage für den Song My Babe, der ein großer Hit für Little Walter wurde. Elvis Presley nahm Songs von ihr auf, und auch Eric Clapton, Little Richard Johnny Cash und Tina Turner nannten sie als musikalischen Einfluss. Chuck Berry soll gesagt haben, dass seine Karriere auf der Interpretation von Tharpe fusst. 1998 gab die US-Post eine Briefmarke mit ihrem Bild heraus. 2003 wurde das Album Shout, Sister Shout: A Tribute to Sister Rosetta Tharpe veröffentlicht, auf dem unter anderem Maria Muldaur, Odetta und Marcia Ball Songs der Künstlerin interpretierten. Unter demselben Namen erschien 2008 die Biografie von Gayle F. Wald, die wiederum Grundlage für das gleichnamige Musical war, welches im Mai 2023 im Ford’s Theater in Washington Premiere feierte.
Der 11. Januar 2008 wurde vom Gouverneur von Pennsylvania zum Sister-Rosetta-Tharpe-Day erklärt, um die Gospelsängerin zu ehren. Des Weiteren widmete ihr der britische Singer- und Songwriter Frank Turner den Song Sister Rosetta, welcher auf dem am 16. August 2019 veröffentlichten Album No Man’s Land erschien. Unter dem Titel Strange Things Happening: A Tribute to Sister Rosetta Tharpe veranstaltete Gitarrenhersteller Gibson 2023 ein Tribute-Konzert in der texanischen Hauptstadt Austin.
Da’Vine Joy Randolph gab im Februar 2024 bekannt, das Leben von Tharpe, mit sich in der Hauptrolle, verfilmen zu wollen.

## Sonstiges
- In dem Spielfilm Die fabelhafte Welt der Amélie wird ein Auftritt von ihr kurz gezeigt.

## Diskografie
- 1939: The Lonesome Road bei Discogs
- 1956: Gospel Train – Universal Distribution
- 1958: Sister Rosetta Tharpe/The Sam Price Trio – Decca
- 1960: Gospel Train, Vol. 2 – Lection Records
- 1960: Live in 1960 – Southland
- 1962: Sister on Tour (live) – Verve
- 1966: Live at the Hot Club de France – Milan
- 1990: ‚Queen of Sex‘ Sings Sultry Songs – Rosetta Records
- 1995: In Concert (live) – Nesak International

Zwischen 1996 und 1998 erschienen auf Document Records drei Alben mit sämtlichen Aufnahmen von 1938 bis 1947.

### Tributealbum
- 2003: A Tribute to Sister Rosetta Tharpe: Shout, Sister, Shout! – M.C. Records

## Bühne
Es gibt verschiedene Musicals über Rosetta Tharpe:
- Marie and Rosetta, von Rosetta Tharpe (Musik) und George Brant (Buch)
Uraufführung: 24. August 2016,  Atlantic Theater Company, New York City
- Shout Sister Shout! Von Cheryl L. West
Uraufführung: 19. September 2017,  Pasadena Playhouse, Pasadena, Kalifornien
- Shout Sister Shout! Von Cheryl L. West (überarbeitete und erweiterte Version)
Premiere: 15. März 2023 an Ford’s Theatre in Washington, D.C.
- Glory – The Story of Sister Rosetta Tharpe. Von Carol Pemberton (Musik) und Carol Russell (Buch)
Uraufführung: 22. Dezember 2024, Royal Birmingham Conservatoire, Birmingham